# 奈良県立奈良高等学校の人物一覧
奈良県立奈良高等学校の人物一覧（ならけんりつならこうとうがっこうのじんぶついちらん）は、奈良県立奈良高等学校に関係する主な人物の一覧記事。

## 著名な出身者

### 政治（立法・行政）
- 青山二三 - 元衆議院議員（旧栃木2区・比例北関東ブロック選出）
- 森岡正宏 - 元衆議院議員（奈良1区・比例近畿ブロック選出）
- 玉置一弥 - 元参議院議員（比例区選出）、元衆議院議員（旧京都2区・京都6区・比例近畿ブロック選出）
- 稲村和美 - 元兵庫県尼崎市長

### 宗教
- 上野道善 - 東大寺長老、第219世東大寺別当・華厳宗管長）

### 学術
- 岩山三郎 - 元神戸大学教授
- 柳沢保徳 - 物理学者、大和国郡山藩柳沢家第9代当主
- 河合俊雄 - 京都大学こころの未来研究センター教授
- 河合幹雄 - 桐蔭横浜大学法学部教授）[1]
- 木内敦詞 - 筑波大学体育系教授
- 岩井宏廣 - 民俗学者。国立歴史民俗博物館・帝塚山大学名誉教授。大分県立歴史博物館顧問
- 野林厚志 - 国立民族学博物館・学術資源研究開発センター・教授
- 岸俊男 - 元京都大学教授
- 松村國隆 - ドイツ文学者、大阪市立大学名誉教授
- 齊藤誠 - 名古屋大学大学院経済学研究科教授
- 薩摩順吉 - 東京大学名誉教授、青山学院大学教授
- 鈴木徹 - 東北大学大学院農学研究科教授
- 西宮一民 - 国文学者、元皇學館大学学長
- 松岡幹夫 - 東日本国際大学教授
- 山内（姉嵜）邦臣 - 米文学者、京都大学名誉教授、元奈良女子大学文学部部長

### 経済・実業
- 千本倖生 - KDDI創業者、イー・アクセス株式会社創業者、イー・モバイル創業者
- 樋口泰行 - パナソニック株式会社 CNS社社長 元マイクロソフト日本法人代表執行役兼COO
- 春田真 - ディー・エヌ・エー会長、横浜DeNAベイスターズ元オーナー
- 中川順子 - 野村アセットマネジメント株式会社CEO兼社長、日本銀行政策委員会審議委員
- 菅下清廣 - 実業家、経済評論家
- 喜多恒雄 - 日本経済新聞社長

### マスメディア
- 岩崎和夫 - フリーアナウンサー、元ラジオ関西アナウンサー
- 笛吹雅子 - 日本テレビ報道部キャスター
- 國友真由美 - フリーアナウンサー、元テレビ埼玉アナウンサー
- 三代澤康司 - フリーアナウンサー、元朝日放送テレビアナウンサー
- 重松圭一 - 関西テレビプロデューサー
- 坂口愛美 - 愛媛朝日テレビ→文化放送アナウンサー、気象予報士

### 文芸
- 今西祐行 - 児童文学作家
- 前登志夫 - 歌人
- 立原透耶 - 小説家、中国語翻訳家、北星学園大学文学部准教授

### 音楽
- 伊東裕 - チェリスト

### 美術
- 絹谷幸二 - 洋画家・東京芸術大学教授
- 芳岡ひでき - イラストレーター

### 舞台芸術・芸能
- 金春信高 - 能楽師
- 岡本章 - 演出家・俳優
- 井筒和幸 - 映画監督
- 河井真也 - 映画プロデューサー
- 平田研也 - 脚本家
- 安田真奈 - 映画監督・脚本家
- 加藤雅也 - 俳優
- 哲夫 - お笑い芸人、笑い飯
- 山中拓也 - THE ORAL CIGARETTES
- あきらかにあきら - THE ORAL CIGARETTES

### スポーツ
- 小川拓朗 - 元ラグビー選手
- 西野努 - サッカー選手・元浦和レッドダイヤモンズ

### その他
- 古瀬幸広 - ジャーナリスト・科学技術評論家